# Bergkalk
Bergkalk eller Kolkalk är en marint bildad kalksten i den nedre delen av karbonsystemet. För tidsepoken används ofta namnet Dinant, efter den franska benämningen Dinantien.
Bergkalken har en vid utbredning i Västeuropa, Alperna, Ryssland, Asien och Nordamerika.